# Stephan Schwaller
Stephan Schwaller (* um 1535 in Solothurn; † 1595 ebenda; heimatberechtigt ebenda) war ein Solothurner Schultheiss und Gesandter.

## Leben und Wirken
Stephan Schwaller wurde um 1535 in Solothurn geboren. Sein Vater war der Grossrat und spätere Schultheiss Urs Schwaller. Er war Besitzer einer Mühle und heiratete Magdalena Ruchti.
Schwaller wurde 1560 Solothurner Grossrat, 1563 Jungrat, 1567 Altrat, 1569 Seckelmeister und im folgenden Jahr Venner. Er diente von 1562 bis 1563 und von 1567 bis 1571 als Hauptmann in Frankreich, wobei er im Dezember 1562 in der Schlacht bei Dreux (Blainville) verwundet wurde. Obwohl Schwaller ranghöher war als der Seckelmeister Urs Sury wurde er 1578 bei der Schultheissenwahl übergangen. Er erhielt das Amt 1584 und übte es bis zu seinem Tod im Jahr 1595 aus. Schwaller war mehrfach Gesandter zur Tagsatzung und wurde 1585 zu König Heinrich III. von Frankreich entsandt.

## Belege
1. 1 2 3  Erich Meyer: Stephan Schwaller. In: Historisches Lexikon der Schweiz.  30. Juli 2010.
2. ↑  Erich Meyer: Urs Sury (der Jüngere). In: Historisches Lexikon der Schweiz.  25. Juli 2012.

| Personendaten    | Personendaten                         |
| ---------------- | ------------------------------------- |
| NAME             | Schwaller, Stephan                    |
| KURZBESCHREIBUNG | Solothurner Schultheiss und Gesandter |
| GEBURTSDATUM     | 1535                                  |
| GEBURTSORT       | Solothurn, Schweiz                    |
| STERBEDATUM      | 1595                                  |
| STERBEORT        | Solothurn, Schweiz                    |